# Szarlota Pawel
Szarlota Pawel, właśc. Eugenia Joanna Pawel-Kroll (ur. 4 listopada 1947 w Warszawie, zm. 7 września 2018 w Nowym Dworze Mazowieckim) – polska graficzka, rysowniczka i scenarzystka komiksowa, ilustratorka.
Przez wiele lat związana z młodzieżową gazetą harcerską Świat Młodych (1974–1993), następnie z Uśmiechem Numeru (1992–1996). Autorka serii komiksowych (scenariusz i rysunki) o Jonku, Jonce i Kleksie oraz o Kubusiu Piekielnym, których przygody publikowała początkowo na łamach ŚM, a następnie w osobnych albumach. Nazywana „pierwszą damą polskiego komiksu”, jeden z największych i najbardziej znanych twórców komiksu w Polsce. Zajmowała się też ilustrowaniem gazet, książek i czasopism, rysunkiem satyrycznym i malarstwem.

## Życiorys

### Wczesne lata

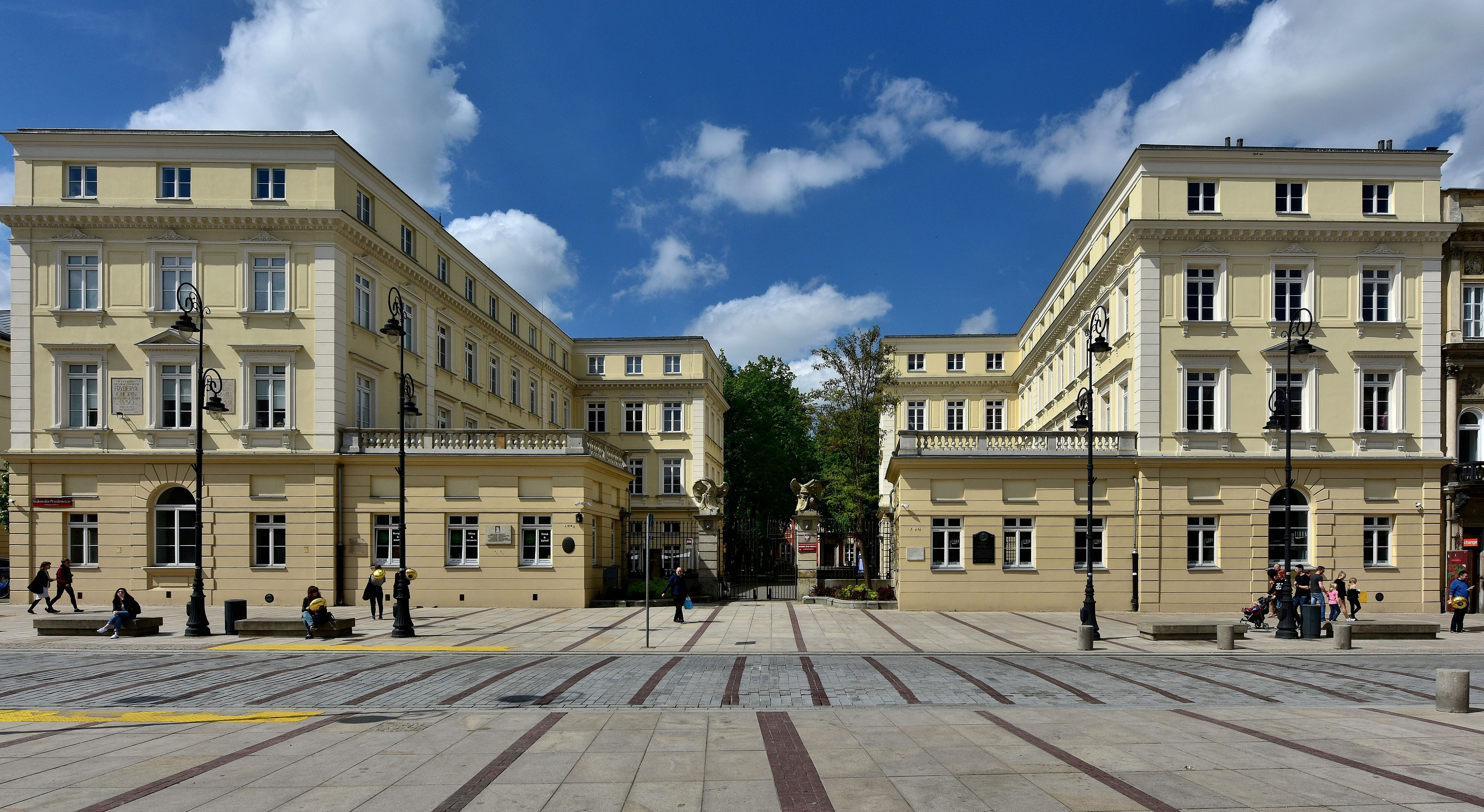
Pałac Czapskich, siedziba Akademii Sztuk Pięknych w Warszawie

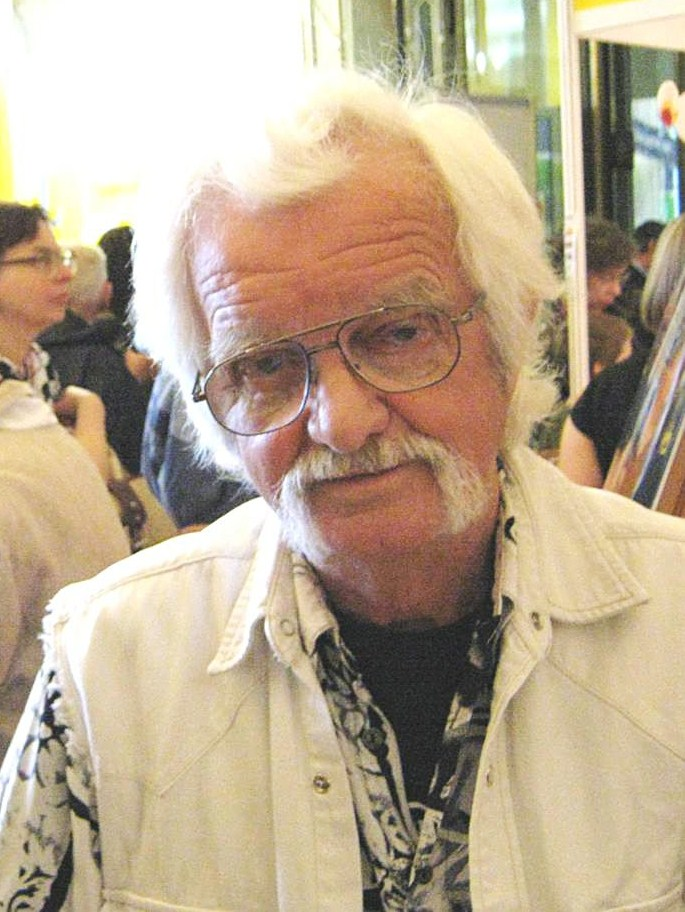
Papcio Chmiel, redakcyjny nauczyciel Pawel w zakresie rysowania komiksów (2009)

Podczas studiów pracowała jako statystka w filmach i malarka szyldów sklepowych. W 1974 ukończyła grafikę na Wydziale Grafiki Akademii Sztuk Pięknych w Warszawie i od razu została zatrudniona do tworzenia komiksów w redakcji Świata Młodych, największego wówczas polskiego pisma młodzieżowego. Wcześniej niemal w ogóle nie interesowała się komiksami. Jej nauczycielem w zakresie ich rysowania był w redakcji szef grafików ŚM Papcio Chmiel. Porównywał on styl swej uczennicy do rysunków Mariana Walentynowicza, którego sama nie lubiła, uważając jego rysunki za kiczowate.

### Kariera komiksowa
Jeszcze w 1974 Pawel rozpoczęła tworzenie swojego najsłynniejszego cyklu opowieści obrazkowych o fantastycznych, często surrealistycznych i groteskowych przygodach dziewczyny i chłopca w wieku szkolnym oraz towarzyszącego im niebieskiego stworzenia, które wyszło z kałamarza: Jonka, Jonek i Kleks. Umiejscowienie jako głównych bohaterów dwójki dzieci i fantastycznej postaci o niezwykłych zdolnościach podpowiedział jej Papcio Chmiel, który sam odniósł wielki sukces dzięki komiksowi o dwóch harcerzach i uczłowieczającej się małpie (Tytus, Romek i A’Tomek). Pierwsze komiksy z Kleksem były czarno-białe, dopiero po jakimś czasie zaczęła tworzyć w kolorze. Kolejne części cyklu, zarówno wieloodcinkowe przygody, jak i jednostronicowe shorty publikowała na łamach ŚM do 1992. W 1980 Młodzieżowa Agencja Wydawnicza wydała pierwszy album z komiksami Pawel zatytułowany Przygody Jonki, Jonka i Kleksa. Do 1988 MAW opublikowała sześć zeszytowych opowieści.
W 1977 w Świecie Młodych ukazał się pierwszy odcinek komiksu Pawel Kubuś Piekielny, którego pomysł fabularny był bardzo podobny do nakręconego kilka lat później serialu Alternatywy 4. Opowiada o dwóch rodzinach, które otrzymują mieszkania w technologii tzw. nowego budownictwa, a głównymi bohaterami jest dwójka dzieci: Kubuś i Malwina. Ich przygody wydawano w gazecie nieregularnie do 1988, a w formie dwóch albumów zostały zebrane przez wydawnictwo Interpress w 1984.
W 1992 ŚM opublikował narysowany przez Pawel komiks Bunt krasnoludków do scenariusza Konrada T. Lewandowskiego. Pawel była jedyną kobietą tworzącą komiksy w całej historii tego czasopisma. Prócz tego rysowała ilustracje, tworzyła jego layout i makiety poszczególnych numerów. Po zakończeniu wydawania Świata Młodych, Pawel znalazła pracę w redakcji jego następcy – Uśmiechu Numeru, najpierw kwartalnika, a potem miesięcznika. Opublikowała w nim kilka jednostronicowych komiksów z Kleksem i Kubusiem, przede wszystkim odpowiadała jednak za całość szaty graficznej, łącznie z okładką. UN przestał się ukazywać w 1996.
Przez ponad 20 lat Pawel opublikowała w prasie ponad tysiąc odcinków historii obrazkowych, wydano też kilkanaście albumów z jej komiksami (niektóre wielokrotnie wznawiano), z których największą popularność osiągnęła seria opowieści o Kleksie, jeden z najbardziej znanych polskich komiksów. Do 2010 łączny nakład jej zeszytów i albumów przekroczył cztery miliony egzemplarzy. Jeden z jej komiksów – bez wiedzy i zgody autorki – został opublikowany w fińskim piśmie dla młodzieży. Pawel ze swojego cyklu najbardziej ceniła dwie części: W pogoni za czarnym Kleksem (wzorowane na „W pustyni i w puszczy” Henryka Sienkiewicza) oraz Pióro kontra flamaster (opowieść o walce o konsumenta między koncernami produkującymi nowoczesne flamastry i starodawne pióra wieczne). Od 2002 wydawcą Jonki, Jonka i Kleksa jest Egmont Polska, przygody Kubusia Piekielnego zaś w 2009 zebrało i wydało wydawnictwo Ongrys.
Do największych zalet opowieści Pawel zalicza się inteligentny, ponadczasowy humor, wyobraźnię w kreowaniu przygód swoich bohaterów, brak przemocy i wulgarności, nienachalną dydaktykę oraz skarykaturowane i umiejętnie przetworzone w satyryczny sposób realia. Prócz najbardziej znanych serii stworzyła również osobne cykle komiksów edukacyjno-wychowawczych, broszur i wydawnictw promujących u dzieci i młodzieży bezpieczne zachowania i oszczędzanie. Ilustrowała podręczniki metodyczne, do nauki języków, matematyczne, publikacje dla zuchów, harcerzy i instruktorów oraz dotyczące problematyki praw konsumentów. Artystka narysowała także wydane w latach 2007–2009 dwa komiksy dla Muzeum Powstania Warszawskiego (Za króla Piasta Polska wyrasta Kornela Makuszyńskiego i O polskim Chrobotku Hanny Januszewskiej) oraz stworzyła albumy Kodeks zdrowego życia dla Centrum Onkologii – Instytutu im. Marii Skłodowskiej-Curie (2009) i Zakupy z MAXem dla Urzędu Ochrony Konkurencji i Konsumentów (2012, scenariusz Alicji Pacewicz i Agnieszki Brzezińskiej). Nie lubiła rysować do cudzych scenariuszy, wolała wizualizować własne pomysły. Często trawestowała motywy ze znanych bajek literatury, powiedzeń, przesądów i zdarzeń. Wiele narysowanych przez nią komiksów (w tym tych o Kleksie) nigdy nie zostało opublikowanych.
W 2011, z okazji 22. Międzynarodowego Festiwalu Komiksu i Gier w Łodzi, Stowarzyszenie Twórców „Contur” wydało antologię W hołdzie Szarlocie Pawel, składającą się z poświęconych Pawel i stworzonym przez nią bohaterom rysunków i jednostronicowych komiksów autorstwa kilkudziesięciu twórców komiksowych.

### Pozostała twórczość
Pawel, prócz rysowania komiksów, tworzyła też jako ilustratorka prasowa (m.in. w Komputer Świecie), książkowa i encyklopedyczna, prasowa rysowniczka satyryczna (dowcip rysunkowy i komentarz satyryczny), zajmowała się też rysunkiem artystycznym i malarstwem obrazów (w tym animistycznych). Na początku lat 90. XX wieku pracowała przez kilka lat w szkole podstawowej jako nauczycielka plastyki i zajęć praktyczno–technicznych.
W 2000 Pawel stworzyła dwanaście rysunków, które zostały wydane w formie kartek pocztowych przez Krąg Instruktorski Poczta Harcerska Szczecin II. Jedna z nich została przygotowana specjalnie na Światowy Zlot Harcerstwa Polskiego „Gniezno 2000”.
29 czerwca 2010, z okazji 30. rocznicy ukazania się pierwszego albumowego wydania komiksu jej autorstwa, Pawel została odznaczona Brązowym Medalem „Zasłużony Kulturze Gloria Artis”, m.in. za walor edukacyjny i wychowawczy jej komiksów oraz kreowanie pozytywnego obrazu świata. Z powodu złego stanu zdrowia medal w jej imieniu, wręczony przez sekretarza stanu Piotra Żuchowskiego, odebrał syn Andrzej. Z kolei w 2017, podczas Festiwalu Kultury Popularnej DwuTakt w Toruniu Pawel został przyznany Złoty Puchar im. Janusza Christy, nagroda wręczana za szczególne osiągnięcia na polu popularyzacji komiksu. W 2019, z okazji stulecia polskiego komiksu, przyznano jej podczas festiwalu Warsaw Comic Con pośmiertnie nagrodę "Zasłużony dla komiksu polskiego"
W 2011 Pawel wystąpiła w filmie dokumentalnym „W ostatniej chwili – o komiksie w PRL-u”, a w 2017 w drugiej – poświęconej jej seriom komiksowym – części dziesięcioodcinkowego serialu dokumentalnego „Komiks – Superbohater PRL”.

### Życie prywatne

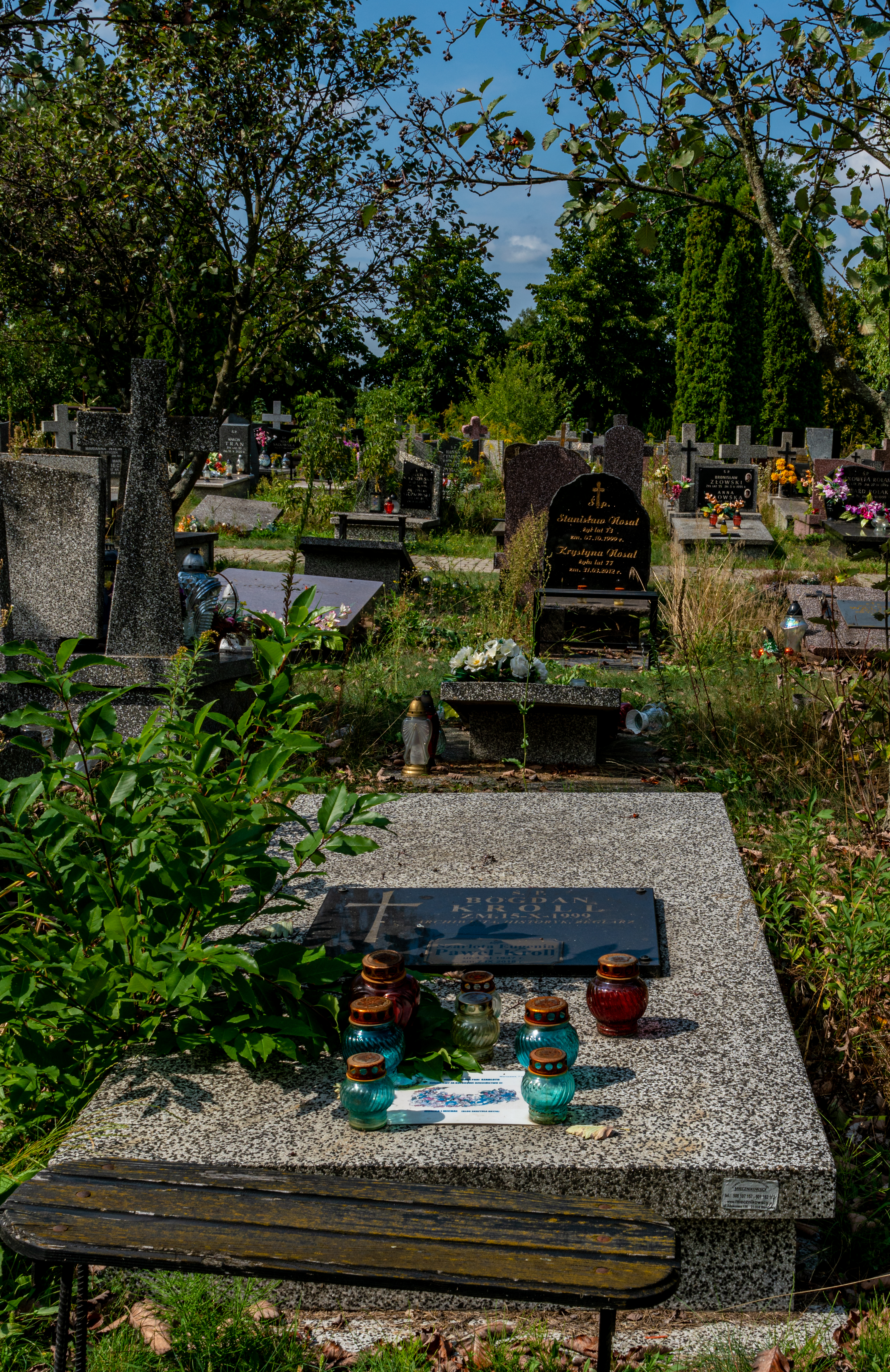
Grób Eugenii Joanny Pawel-Kroll na cmentarzu Komunalnym Północnym w Warszawie

Jej mieszkający w Warszawie rodzice pochodzili z Kresów Wschodnich, byli weterynarzami i mieli dwoje dzieci (prócz Eugenii także starszą Krystynę, urodzoną w 1934). W 1939, po rozpoczęciu II wojny światowej, Krystyna i jej matka zostały spod Brześcia nad Bugiem, gdzie dziewczynka spędzała wakacje u dziadków, wywieziona przez Rosjan do Kazachstanu. Wróciły do Polski w 1946, z objawami gruźlicy.
Pierwszym mężem Eugenii był poznany na uczelni malarz surrealistyczny. Ich małżeństwo zakończyło się rozwodem. Później została drugą żoną historyka i archiwisty Bogdana Krolla (1928–1999), którego poznała za pośrednictwem biura matrymonialnego i z którym miała syna Andrzeja (ur. 1983). Miała też trzech nieślubnych partnerów; ostatnim z nich był marynarz, którego poznała na internetowym portalu randkowym i z którym żyła przez sześć lat. W 2005 opublikowała minipowieść autobiograficzną „W stronę lata”.
Ostatnie dziewięć lat życia, po przebyciu zawału i doznaniu – wskutek błędu lekarza – udaru, spędziła w domu starców. Zmarła 7 września 2018 w wieku 70 lat. Pochowana została 20 września na Cmentarzu Komunalnym Północnym w Warszawie.
W czerwcu 2019 w jednym z warszawskich kontenerów na śmieci odnaleziono zbiór komiksów, notatek, rysunków, zdjęć, dokumentów, książek, gazet i innych pamiątek należących do Szarloty Pawel. Zwołana za pośrednictwem Facebooka grupa osób zdążyła ocalić część porzuconych rzeczy, większość jednak została – mimo próśb, by tego nie robił – zabrana przez kierowcę śmieciarki. Przypuszczano, że archiwum zostało wyrzucone przez osoby sprzątające mieszkanie po zmarłej i nie zdające sobie sprawy z wartości prac.

## Publikacje

### Jonka, Jonek i Kleks
Opracowano na podstawie bibliografii zawartej w jednym z wydań komiksu.

#### Publikacje prasowe
Świat Młodych
- Jonka, Jonek i Kleks (1974, 10 odc.)
- Jonka, Jonek i Kleks (1974, 21 odc.)
- Jonka, Jonek i Kleks (1975, 30 odc.)
- Wspomnienia z wakacji (1975–1976, 31 odc.)
- Jonka, Jonek i Kleks (1976, 34 odc.)
- Jonka, Jonek i Kleks (1977–1978, 26 odc.)
- Na wakacjach (1979, 17 odc.)
- Sklepik (1979, 1 odc.)
- Odwiedziny Smoka (1979–1980, 20 odc.)
- Jonka, Jonek i Kleks – PZU (1980, 4 odc.)
- W krainie zbuntowanych luster (1981, 22 odc.)
- Jonka, Jonek i Kleks – PZU (1981–1982, 5 odc.)
- Usługi (1981, 1 odc.)
- Szalony eksperyment (1981–1982, 25 odc.)
- Szukajmy ciotki Plopp! (1982, ponownie 1989, 18 odc.)
- Porwanie księżniczki (1982–1983, 32 odc., nowa wersja Wspomnień z wakacji)
- Pióro kontra flamaster (1983–1984, 30 odc.)
- Tajemnicza sprawa (1984, 1 odc.)
- Moja ulubiona gazeta (1984, 1 odc.)
- Złoto Alaski (1985, ponownie 1992, 24 odc.)
- Smocze jajo (1986, 32 odc., nowa wersja Jonki, Jonka i Kleksa z 1976)
- Jonka, Jonek i Kleks – SKO (1987, 8 odc.)
- Wielki konkurs PKO i „Świata Młodych” (1987–1988, 11 odc.)
- W pogoni za czarnym Kleksem (1987–1988, 32 odc.)
- W krainie zbuntowanych luster (1990, 32 odc., nowa wersja)
- Przez dziurę w płocie (1990, ponownie 1991, 1 odc.)
- Toż to kryminał (1992, 1 odc.)
- Humoreska (1992, 1 odc.)
- Kleks z wnukami (1992, 1 odc.)

Pozostałe
- Konkurs – SKO – Bank Spółdzielczy (Dziennik Ludowy, 1985, 2 odc.)
- Nocny Kowboj (Akt, 2002, ponownie 2014, 1 odc.)
- Kleks i złota rybka (Krakers, 2012)

#### Publikacje albumowe
Młodzieżowa Agencja Wydawnicza
- Przygody Jonki, Jonka i Kleksa (1980, ponownie w dwóch tomach 1985 i 1988)
- Porwanie księżniczki (1985, ponownie 1988)
- Pióro kontra flamaster (1985, ponownie 1988 i 1989)
- Złoto Alaski (1986, ponownie 1988)
- Smocze jajo (1987, ponownie 1987)
- W pogoni za czarnym Kleksem (1988)

Egmont Polska – Seria: Przygody Kleksa
- Kleks w krainie zbuntowanych luster (2002)
- Złoto Alaski (2003)

Egmont Polska – Seria: Jonka, Jonek i Kleks
- Niech żyje wyobraźnia (2012)
- Pióro contra flamaster (2012)
- W pogoni za Czarnym Kleksem (2012)
- Smocze jajo (2012)
- Porwanie księżniczki (2013, ponownie 2016)
- W krainie zbuntowanych luster (2013)
- Złoto Alaski (2014)
- Szalony wynalazca i inne opowieści (2018)

Publikacje spoza głównych serii
- Zuchowe sprawności (MAW, 1982, kalendarz na 1982)
- Pory roku (KAW, 1982, kalendarz na 1983)
- Rozbitkowie (MAW, 1987, plan lekcji)
- Kleks i złota rybka (Intrografia, 1989)
- Na przełaj przez bajki (Zakład Wydawnictw Sztuka Polska, 1989, kalendarz)
- Z Kleksem na przełaj przez bajki i nutki (Fuga, 1989)
- Tajemnica VIIB (Bank Spółdzielczy, 1990)
- Szalony wynalazca (1991, kalendarz)

Seria Przygody Kuby i Kleksa:
- Kuba sam w domu (Harcerskie Biuro Wydawnicze „Horyzonty”, 2003)
- Kuba i Kleks kontra agresja (Harcerskie Biuro Wydawnicze „Horyzonty”, 2003)
- Przygody Kuby i Kleksa w drodze do szkoły (Harcerskie Biuro Wydawnicze „Horyzonty”, 2003)
- Leśne wędrówki Kuby i Kleksa czyli szkoła przetrwania dla dzieci (Harcerskie Biuro Wydawnicze „Horyzonty”, 2003)

- Do Europy. Europejski Rok Akademicki (2003)
- Kleks i Matołek [w:] 75 lat Koziołka Matołka (Europejskie Centrum Bajki i Łódzki Dom Kultury, 2008)
- Jonka, Jonek i Kleks (Egmont Polska, 2016, seria wydawnicza „Czytam sobie”)

### Kubuś Piekielny

#### Publikacje prasowe
- Piekielny Kubuś (Świat Młodych, 1977, 30 odc.)
- Kubuś i jego rodzinka (Świat Młodych, 1979, 25 odc.)
- Remont? Remont! (Świat Młodych, 1981, 12 odc.)
- Przeprowadzka (Świat Młodych, 1988, 11 odc.)
- Sąsiedzi (Świat Młodych, 1988, 11 odc.)
- Ja, Kubuś (Świat Młodych, 1988, 11 odc.; ponownie Krakers, 2002, 2 odc.)

Seria Kubuś i Malwinka:
- Wspomnienie z wakacji (Uśmiech Numeru, 1992, 1 odc.)
- Na cmentarzu (Uśmiech Numeru, 1992, 1 odc.)
- Sercowy kłopot (Uśmiech Numeru, 1993, 1 odc.)
- Dzień bez usług (Uśmiech Numeru, 1993, 1 odc.)
- Orkiestra podwórkowa (Uśmiech Numeru, 1993, 1 odc.)
- Klasówka z fizyki (Uśmiech Numeru, 1993, 1 odc.)

#### Publikacje albumowe
- Przeprowadzka (Interpress, 1984; ponownie MAW, 1989)
- Sąsiedzi (Interpress, 1984; ponownie Interster, 1991)
- Kubuś Piekielny (Ongrys, 2009)
- Kubuś Piekielny – wydanie kolekcjonerskie (Ongrys, 2009)

### Inne komiksy
- Bunt krasnoludków (Świat Młodych, 1992; ponownie Ongrys, 2010, scenariusz Konrad T. Lewandowski)
- Za króla Piasta Polska wyrasta (Muzeum Powstania Warszawskiego, 2007, scenariusz Kornel Makuszyński)
- O polskim Chrobotku (Muzeum Powstania Warszawskiego, 2009, scenariusz Hanna Januszewska)
- Indiańska próba (Ongrys, 2009, scenariusz Konrad T. Lewandowski)
- Kodeks zdrowego życia (Centrum Onkologii – Instytut im. Marii Skłodowskiej-Curie, 2009)
- Zakupy z MAXem (UOKiK – Centrum Edukacji Obywatelskiej, 2012)

### Ilustracje
- Julian Tuwim: Wiersze skandaliczne (KAW, 1983)
- Pomyśl i narysuj sześciolatku (MAW 1981–1987, kilka części)
- Władimir Lowszyn: Zerko Żeglarz (Alfa, 1987, ponownie 1990)
- Uśmiech numeru (Interster, 1990, z Janem Stykowskim)
- Uśmiech numeru. Spotkanie drugie (MAW, 1990, z Janem Stykowskim)
- Uśmiech numeru. Spotkanie trzecie (Interster, 1991, z Janem Stykowskim)
- Władimir Lowszyn: Zerko czyli Trzy dni w Karlikani (Alfa, 1991)
- Andrzej Grabowski: Zabajne wakacje (Alfa, 1991)
- Władimir Lowszyn: Czarna Maska z Al – Dżabaru. Podróż w listach i prologu (Alfa, 1992)
- Stanisław Kalinkowski: Aurea dicta = Złote słowa. Słynne łacińskie sentencje, przysłowia i powiedzenia (Veda, 1993)
- Ida Godziszewska-Pac: Big Bang! Twój pierwszy podręcznik języka angielskiego (Komin, 1994)
- Siergiej Jaroszenko: Przygoda z radiem i kompasem (Sprint, 1996)
- Jarosław Janowski: Wioślarstwo? Ależ to proste! (Sprint, 1997)
- Mateusz Kusznierewicz: Żegluj ze mną! (Sprint, 1997)
- Zbigniew Koerber: A może szermierka (Akapit 1998, ponownie 2015)
- Moja wołszebnaja azbuka (Rea 2000–2001, kilkuczęściowy cykl do nauki języka rosyjskiego)
- Kängookängoo: Deutsch (Rea 2000–2007, wieloczęściowy cykl do nauki języka niemieckiego)
- Deutsch-polnisches Wörterbuch (Rea 2001)
- Książeczka zucha gospodarnego (Harcerskie Biuro Wydawnicze „Horyzonty”, 2001)
- Książeczka zucha ochoczego (Harcerskie Biuro Wydawnicze „Horyzonty”, 2001)
- Zuch sprawny (Harcerskie Biuro Wydawnicze „Horyzonty”, 2001)
- Magic words (Mac 2003–2004, kilkuczęściowy cykl do nauki języka angielskiego)
- Marzena Mróz: Pierwsze 100 dni z dzieckiem. Vademecum dla rodziców (Rea, 2003)
- Marzena Mróz: 100 sposobów na niejadka. Vademecum dla rodziców (Rea, 2003)
- Zeszyt ćwiczeń do programu „Kuba sam w domu” (Harcerskie Biuro Wydawnicze „Horyzonty”, 2004)
- Polska w Unii Europejskiej (Urząd Komitetu Integracji Europejskiej, 2004)
- Służba wojskowa i ty (Departament Wychowania i Promocji Obronności Ministerstwa Obrony Narodowej, 2004)
- Marzena Mróz: 100 rad dla rodziców małego alergika. Vademecum dla rodziców (Rea, 2004)
- Barbara Adamczewska, Beata Meller: W kuchni babci i wnuczki (Nowy Świat, 2005)
- Irena Regina Świętochowska: Figlarny wiatr. Wiersze dla dzieci (Nowy Świat, 2005)
- W krainie sześciolatka (Rea 2008, kilka części)
- Moje konsumenckie abc (UOKiK – Centrum Edukacji Obywatelskiej, 2011)
- Szkoła promująca zalecenia Europejskiego kodeksu walki z rakiem. Poradnik metodyczny dla nauczycieli (Centrum Onkologii – Instytut im. Marii Skłodowskiej-Curie, 2013)
- Kalendarz Komiksowy 2016 (2015, współautorka)

### Powieści
- W stronę lata (Nowy Świat, 2005)